# Trompeterallee 18 (Mönchengladbach)

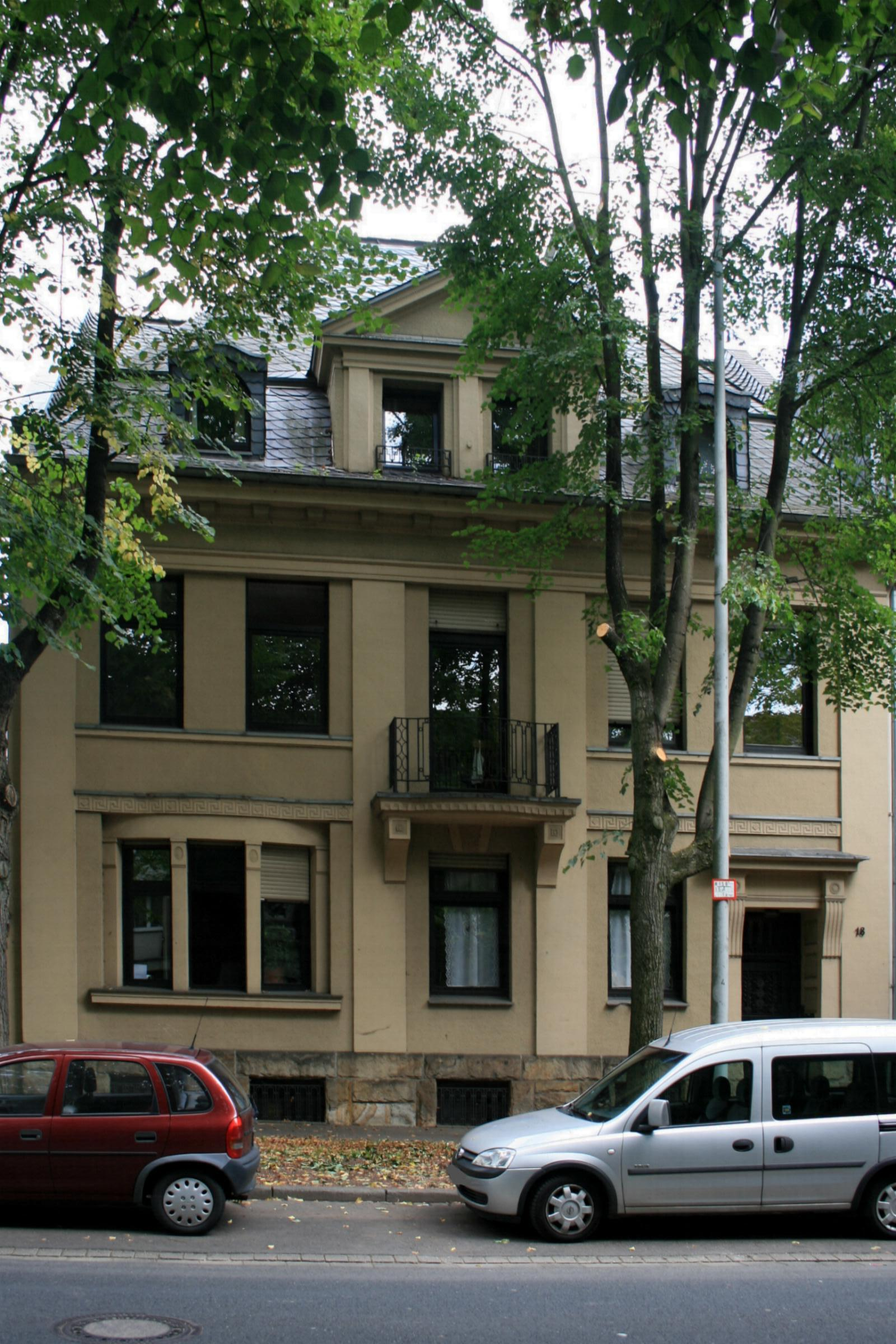
Wohnhaus (2010)

Das Wohnhaus Trompeterallee 18 steht im Stadtteil Wickrath in Mönchengladbach (Nordrhein-Westfalen).
Das Gebäude wurde 1911 erbaut und unter Nr. T 015 am 23. September 1992 in die Denkmalliste der Stadt Mönchengladbach eingetragen.

## Lage
Das Haus liegt in der Trompeterallee, die im Zuge der barocken Umgestaltung des Schlosses Wickrath (1746–1772) als Verbindungsstraße zum Wickrather Busch angelegt wurde und heute die Poststraße mit der Hochstadenstraße verbindet. 

## Architektur
Bei dem Objekt handelt es sich um ein traufständiges, zweigeschossiges und fünfachsiges Backsteinhaus mit Bruchsteinsockel unter einer Kombination aus Sattel-, Walm- und Mansarddach mit Zwerchhaus aus Jahre 1911.
Das Gebäude ist aus städtebaulichen und architektonischen Gründen als Denkmal schützenswert.